# Grayson Valley
Pour les articles homonymes, voir Grayson.
Grayson Valley est une census-designated place située dans l’État américain de l'Alabama, dans le comté de Jefferson.

## Démographie
| 2010  | - | - | - | - | - |
| ----- | - | - | - | - | - |
| 5 736 | - | - | - | - | - |